# Misracoccus serrei
Misracoccus serrei är en insektsart som först beskrevs av Albert Vayssière 1914.  Misracoccus serrei ingår i släktet Misracoccus och familjen pärlsköldlöss. Inga underarter finns listade i Catalogue of Life.